# Седневская поселковая община
Седневская поселковая общи́на (укр. Седнівська селищна громада) — территориальная община в Черниговском районе Черниговской области Украины. Административный центр — пгт Седнев.
Население — 3 345 человек. Площадь — 213,0 км².
Количество учреждений, оказывающих первичную медицинскую помощь — 6.

## История
Седневская поселковая община была создана 12 июня 2020 года путём объединения Седневского поселкового и Чернышского сельского советов Черниговского района (1923-2020), Великодырчинского и Макишинского сельсоветов Городнянского района (1923-2020).
17 июля 2020 года община вошла в состав нового Черниговского района.

## География
Община граничит с Киселёвской, Тупичевской, Городнянской, Березнянской общинами. Реки: Снов.

## Населённые пункты
- пгт Седнев
- Великий Дырчин
- Клочков
- Лашуки
- Макишин
- Малый Дырчин
- Черныш
- посёлок Новое